# Husby
Husby és una localitat situada al Comtat de Dalarna, Suècia. L'any 2010 tenia 256 habitants.